# إبيكون
إبيكون  هي بلدية في كانتون لوتسيرن، سويسرا. تبلغ مساحتها 9.7 كيلومتر مربع. بلغ عدد السكان 14,066 (اعتبارًا من 31 ديسمبر 2015).

## التاريخ
ذُكرت إبيكون لأول مرة خلال أواخر القرن التاسع باسم marcha Abinchova .